# 蓮溪廟
蓮溪廟是澳門一家中式廟宇，位於新橋打纜巷25至31號、永樂大戲院對面，由新橋區坊眾互助會管理。
廟名取自於廟址的地理位置：昔日澳門半島形似蓮花，北端有蓮峰以沙洲與大陸相連。蓮峰之陽有溪水，流於新橋一帶，而廟就在蓮溪右岸。
蓮溪廟始建於清嘉慶年間，道光九年九月十二（1829年10月9日）於風雨中倒塌，翌年重建。甲戌風災中再次被吹毀，重建時加建觀音、金花兩殿，於光緒年間（1875-1908年）完成，故又稱蓮溪新廟。廟內供奉財帛星君、華光、觀音、關公等各類神佛達十五種之多。廟前空地早年曾是上演神功戲的戲場，後改建成永樂大戲院。
廟宇有橫列五楹、縱列三進，共九座殿宇，規模僅次於蓮峰廟、媽閣廟、普濟禪院三大古廟。每年農曆九月廿八華光誕都有慶祝活動。